# Liste der denkmalgeschützten Objekte in Eggersdorf bei Graz
Die Liste der denkmalgeschützten Objekte in Eggersdorf bei Graz enthält die 7 denkmalgeschützten, unbeweglichen Objekte der österreichischen Gemeinde Eggersdorf bei Graz im steirischen Bezirk Graz-Umgebung.

## Denkmäler
| Foto |                 | Denkmal                                                                          | Standort                                      | Beschreibung | Metadaten |
| ---- | --------------- | -------------------------------------------------------------------------------- | --------------------------------------------- | --- | --- |
| ja   | Datei hochladen | Tratten-Kapelle HERIS-ID: 92316 Objekt-ID: 107234                                | Hauptstraße 37, bei Standort KG: Eggersdorf   | | BDA-Hist.: Q37759584 Status: § 2a Stand der BDA-Liste: 2025-06-30 Name: Tratten-Kapelle GstNr.: 469/11 Tratten-Kapelle                                            |
| ja   | Datei hochladen | Kruzifix HERIS-ID: 92310 Objekt-ID: 107228                                       | Kirchplatz 1 Standort KG: Eggersdorf          | Das Kruzifix steht vor der Pfarrkirche und stammt aus dem dritten Viertel des 18. Jahrhunderts. | BDA-Hist.: Q37759526 Status: § 2a Stand der BDA-Liste: 2025-06-30 Name: Kruzifix GstNr.: .10/1                                                                    |
| ja   | Datei hochladen | Kath. Pfarrkirche hll. Florian und Bartholomäus HERIS-ID: 51013 Objekt-ID: 56558 | Kirchplatz 1 Standort KG: Eggersdorf          | Die Pfarrkirche wurde ab 1852 an der Stelle eines vorher abgetragenen Vorgängerbaues im historistischen Stil errichtet. Die Fassade weist zwei Türme auf. An der Gestaltung der Inneneinrichtung haben unter anderem Jakob Gschiel und Veit Königer mitgewirkt. | BDA-Hist.: Q2083344 Status: § 2a Stand der BDA-Liste: 2025-06-30 Name: Kath. Pfarrkirche hll. Florian und Bartholomäus GstNr.: .9 Pfarrkirche Eggersdorf bei Graz |
| ja   | Datei hochladen | Schloss Dornhofen HERIS-ID: 45752 Objekt-ID: 47176                               | Schlossweg 2 Standort KG: Hart bei Eggersdorf | Das Schloss wurde Anfang des 17. Jahrhunderts anstelle zweier Bauernhöfe errichtet. Es handelt sich um einen zweigeschoßigen Dreiflügelbau mit einem annähernd quadratischen Hof, der an der Ostseite mit einer Mauer abgeschlossen ist. An der Westfront befindet sich ein kleiner quadratischer Turm mit Zwiebelhaube, ferner weist jede Ecke einen spitzbehelmten Turm auf, die allerdings nir wehrhafte Funktion hatten. Reste von Basteien und von Fischteichen sind noch erhalten. Vor den Hoffronten befinden sich zweigeschoßige Arkaden, die anstelle von Holzgalerien angebaut wurden. Im südöstlichen Flügel befindet sich die Schlosskapelle, die als Altarbild eine Beweinung Christi aus dem späten 17. Jahrhundert hat. Zum Schloss gehört auch ein Meierhof mit zwei Ecktürmen. | BDA-Hist.: Q2240643 Status: Bescheid Stand der BDA-Liste: 2025-06-30 Name: Schloss Dornhofen GstNr.: .2 Schloss Dornhofen                                         |
| ja   | Datei hochladen | Flur-/Wegkapelle HERIS-ID: 97767 Objekt-ID: 113618                               | Standort KG: Hart bei Eggersdorf              | Die Wegkapelle im Ort Albersdorf an der Grenze der Gemeinden Hart-Purgstall und Kumberg wurde 1912 erbaut. Sie hat ein Vordach auf zwei Säulen und zwei Dreiviertelsäulen an den Ecken der Rückseite. Innen ein schmiedeeisernes Gitter und Nischengliederung mit Wandmalereien sowie Figuren Herz Jesu, Muttergottes mit Kind und hl. Josef. An der Rückseite befindet sich eine gemalte Darstellung der Pietà. | BDA-Hist.: Q37770417 Status: § 2a Stand der BDA-Liste: 2025-06-30 Name: Flur-/Wegkapelle GstNr.: 1200                                                             |
| ja   | Datei hochladen | Hügelgräberfeld Giging HERIS-ID: 112264 Objekt-ID: 130339                        | Giging Standort KG: Präbach                   | Das Hügelgräberfeld aus der römischen Kaiserzeit besteht aus 59 Grabhügeln, bei Grabungen in den 1920ern wurden römische Münzen gefunden. | BDA-Hist.: Q37830150 Status: Bescheid Stand der BDA-Liste: 2025-06-30 Name: Hügelgräberfeld Giging GstNr.: 78/1, 79/1, 80/1, 81/1, 82/1, 83/1, 84/2               |
| ja   | Datei hochladen | Prellerberg Kapelle HERIS-ID: 97786 Objekt-ID: 113642                            | bei Kapellenweg 3 Standort KG: Purgstall      | | BDA-Hist.: Q37770485 Status: § 2a Stand der BDA-Liste: 2025-06-30 Name: Prellerberg Kapelle GstNr.: .90 Kapelle Purgstall                                         |